# Loxoblemmus aomoriensis
Loxoblemmus aomoriensis är en insektsart som beskrevs av Tokuichi Shiraki 1930. Loxoblemmus aomoriensis ingår i släktet Loxoblemmus och familjen syrsor. Inga underarter finns listade i Catalogue of Life.